# Mittelbergferner
De Mittelbergferner is na de Gepatschferner de grootste gletsjer in de Oostenrijkse deelstaat Tirol en is gelegen in de Ötztaler Alpen, aan het daleinde van het Pitztal. De Mittelbergferner strekt zich thans over een oppervlakte van 9,9 km² uit.

## Ligging en vorm
De Mittelbergferner bevindt zich ten zuiden van het daleinde van het Pitztal. De gletsjer ligt aan de noordrand van de hoofdkam van de Alpen, iets ten noordoosten van de Wildspitze, de hoogste bergtop van Tirol. De Mittelberferner wordt, tegen de klok in, omgeven door de 3438 meter hoge Hintere Brunnenkogel, der 3471 meter hoge Schuchtkogel, de 3407 meter hoge Weiße Kogel, de 3309 meter hoge Mutkogel en de 3277 meter hoge Linker Fernerkogel. Midden in de gletsjer ligt de top van de 3300 meter hoge Rechter Fernerkogel. Een dunne graat die van hier in zuidwestelijke richting naar de 3166 meter hoge Mittelbergjoch (tussen de Hintere Brunnenkogel en de Schuchtkogel) loopt, splitst de gletsjer in twee delen.
De gletsjertong van de Mittelbergferner stroomt in noordelijke richting, richting het Pitztal en ontwatert via de Pitze. Een groot deel van het smeltwater van de Mittelbergferner wordt sinds 1964 via een tien kilometer lange ondergrondse buis naar het Gepatschspeicher vervoerd, om daar de waterkrachtcentrales van het Kaunertalkraftwerk te laten draaien.

## Geschiedenis
Hoewel de Mittelbergferner qua oppervlakte tot de grootste van de Oostelijke Alpen behoort, is de eerste vermelding van de gletsjer in de literatuur, net als die van de andere gletsjers rondom het Pitztal, van late datering, zeker in vergelijk met de nabijgelegen Vernagtferner, een gletsjer meer behorend bij het Ötztal. De bewoners van het Pitztal waren zich echter terdege bewust van de veranderingen van de gletsjer en het daarbij horende gevaar. Tot aan het begin van de 20e eeuw was een zogenaamde gletsjerprocessie naar de Mittelbergferner gebruikelijk om het dreigende gevaar af te wenden. In 1855 reikte de tong van gletsjer tot een minimumhoogte van 1795 meter, slechts 750 meter van het dorp Mittelberg. Hier werd toen een kansel in het ijs uitgehouwen, vanwaar de geestelijke de voor de gletsjer knielende bedevaartsgangers toesprak.
In de loop der eeuwen hoopte zich nabij de plek waar thans de Braunschweiger Hütte staat regelmatig water op achter de gletsjer tot een ijsmeer, dat zich vervolgens via een uitbraak leegde. Hierdoor ontstonden verwoestende overstromingen, die weliswaar niet te vergelijken moeten zijn geweest met die in het Ötztal als gevolg van doorbraak van de Rofener Eissee. De bewoners wisten de gletsjer echter ook te benutten; de gletsjer werd gebruikt als koelruimte voor het vlees van pas geslacht vee.

## Ontsluiting als skigebied
De ontsluiting van de Mittelbergferner als skigebied begon in 1983 met de ingebruikname van de Pitztaler Gletscherbahn. Vanaf het bergstation van deze Pitztaler Gletscherbahn op een hoogte van 2860 meter hebben skiërs de beschikking over vijf andere liftinstallaties, die tot op de top van de 3440 meter hoge Hintere Brunnenkogel reiken.